# الرقابة في إسرائيل
الرقابة في إسرائيل هي وحدة في الحكومة الإسرائيلية مكلفة رسميًا بتنفيذ الرقابة الوقائية فيما يتعلق بنشر المعلومات التي قد تؤثر على أمن إسرائيل.
يرأس الهيئة رئيس الرقابة الإسرائيلي، وهو مسؤول عسكري يعينه وزير الدفاع الإسرائيلي، والذي يمنح رئيس الرقابة سلطة منع نشر المعلومات في وسائل الإعلام، مثل برنامج الأسلحة النووية الإسرائيلي والعمليات العسكرية الإسرائيلية خارج حدودها. في المتوسط، تخضع 2240 مقالة صحفية في إسرائيل للرقابة من قبل الرقابة العسكرية الإسرائيلية كل عام، حوالي 240 منها كاملة، وحوالي 2000 جزئية
يجب تقديم المقالات المتعلقة بموضوعات مثيرة للجدل إلى الرقيب العسكري الإسرائيلي مسبقًا؛ قد يؤدي عدم القيام بذلك إلى فقدان المراسل حقه في العمل كصحفي في إسرائيل، وفي حالة المراسلين الأجانب، سيتم منعه من دخول البلاد.

## الرقابة على الصحافة
يشير تقرير مراسلون بلا حدود عن إسرائيل إلى أنه "في ظل الرقابة العسكرية الإسرائيلية، تتطلب التقارير حول مجموعة متنوعة من القضايا الأمنية موافقة مسبقة من السلطات. بالإضافة إلى إمكانية رفع دعاوى تشهير مدنية، يمكن أيضًا اتهام الصحفيين بالتشهير الجنائي و"إهانة دولة" أو "إهانة موظف عمومي". يوجد قانون لحرية المعلومات ولكن يصعب تنفيذه في بعض الأحيان، وسرية المصادر ليست محمية بموجب قانون تشريعي. في أعقاب الأزمة الدبلوماسية القطرية عام 2017، اتخذت إسرائيل خطوات لحظر قناة الجزيرة ومقرها قطر من خلال إغلاق مكتبها في القدس، وإلغاء البطاقات الصحفية، ومطالبة محطات البث عبر الكابل والأقمار الصناعية بعدم بث قناة الجزيرة. وكان وزير الدفاع أفيغادور ليبرمان قد وصف بعض تقارير الجزيرة بأنها دعاية "على غرار ألمانيا النازية". ولم يكن من الواضح ما إذا كانت هذه الإجراءات قد غطت قناة الجزيرة الإنجليزية، والتي تعتبر أقل صرامة.
يجب على جميع الصحفيين العاملين في إسرائيل الحصول على اعتماد من مكتب الصحافة الحكومي الإسرائيلي. ويتمتع هذا المكتب بسلطة رفض طلبات الاعتماد بناءً على عوامل سياسية أو أمنية.  اعتبارًا من عام 2020، احتلت إسرائيل المرتبة 88 في مؤشر حرية الصحافة العالمي. في عام 2024، صادرت إسرائيل معدات تابعة لوكالة أسوشيتد برس، مما أدى إلى إنهاء بثها المباشر من شمال غزة، مستشهدة بـ "قانون الإعلام الجديد".  في عام 2024، نفذت إسرائيل غارة على مكتب شبكة الجزيرة الإعلامية الواقع في رام الله، مما أدى إلى إغلاقه. يأتي هذا الإجراء في أعقاب إغلاق إسرائيل السابق لمكتب الجزيرة في القدس الشرقية، والذي ظل مغلقًا منذ مايو 2024.  أعربت منظمة مراسلون بلا حدود عن قلقها الشديد إزاء معاملة الصحفيين في إسرائيل، مع التركيز بشكل خاص على الصحفيين الفلسطينيين. ويشير أحدث تقرير لها عن إسرائيل إلى أن الصحفيين يواجهون عداءً صريحاً من جانب المسؤولين الحكوميين. ويسلط التقرير الضوء على حملات التشهير التي تم تنظيمها ضد المؤسسات الإعلامية والصحفيين من قبل السياسيين، بمساعدة أحزابهم وأنصارهم، مما يعرض هؤلاء الأفراد للمضايقات والتهديدات المجهولة، مما يجبرهم على طلب الحماية الشخصية. وعلاوة على ذلك، تنتهك قوات الدفاع الإسرائيلية حقوق الصحفيين الفلسطينيين بشكل متكرر، وخاصة أثناء تغطيتهم للاحتجاجات أو المواجهات في الضفة الغربية وقطاع غزة.  في مناقشتهم بشأن فلسطين، ذكروا أن "القوات الإسرائيلية أخضعت الصحفيين الفلسطينيين باستمرار للاعتقال والاستجواب والاحتجاز الإداري، في كثير من الأحيان دون أي مبرر واضح. علاوة على ذلك، في السنوات الأخيرة، أغلقت السلطات الإسرائيلية العديد من المنظمات الإعلامية الفلسطينية بدعوى التحريض على العنف".
في 7 ديسمبر/كانون الأول 2021، حثت منظمة مراسلون بلا حدود والمرصد الأورومتوسطي لحقوق الإنسان على وقف فوري للقيود الإسرائيلية على السفر التي تمنع العديد من الصحفيين الفلسطينيين من مغادرة الضفة الغربية وقطاع غزة. في تلك المرحلة، حددت مراسلون بلا حدود ما لا يقل عن 21 صحفيًا فلسطينيًا مُنعوا من السفر دوليًا. وفي عدة حالات، استمرت قيود السفر هذه لسنوات.  في 18 أغسطس 2022، أصدرت السلطات العسكرية الإسرائيلية أوامر بإغلاق مكاتب سبع منظمات حقوق إنسان فلسطينية بارزة، بزعم أن هذه المجموعات تعمل كواجهات لكيانات إرهابية.  كما نددت الأمم المتحدة والمنظمات الدولية المختلفة بالاعتداءات الإسرائيلية المتزايدة على المجتمع المدني الفلسطيني. وذكرت صحيفة الجارديان أنه في انتهاك للقانون الدولي، استهدفت إسرائيل على وجه التحديد الصحفيين الفلسطينيين التابعين لحماس، على الرغم من عدم مشاركتهم في الأعمال العدائية، وبالتالي تحدت مزاعم إسرائيل بعدم استهداف الصحفيين. 
في سبتمبر أيلول 2024، حاصر الجيش الإسرائيلي مكاتب قناة الجزيرة في رام الله وأغلقها بالقوة، برغم تواجدها ضمن المنطقة "أ" بموجب اتفاقيات أوسلو.

## مقتل الصحفيين
في عام 2019، اتهم كريستوف ديلوار، المدير العام لمنظمة مراسلون بلا حدود، إسرائيل بارتكاب جرائم حرب بعد مقتل صحفيين بالرصاص على يد قوات الدفاع الإسرائيلية في غزة أثناء تغطيتهما للاحتجاج. في مقابلة مع صحيفة جيروزاليم بوست، قال ديلوار إنه "عندما أطلقت إسرائيل النار على هؤلاء الصحفيين، كان ذلك متعمدًا... ويمكن التعرف بوضوح على الصحفيين كصحفيين، مع الكاميرات والسترات، ولا يمكن أن يكون ذلك عن طريق الصدفة فقط".
وفي عام 2021، قصفت إسرائيل المبنى الذي يضم مقري وكالة أسوشيتد برس وقناة الجزيرة في قطاع غزة ودمرته بالكامل. وفي عام 2022، قُتلت الصحفية الفلسطينية الأمريكية شيرين أبو عاقلة برصاصة في رأسها أثناء تغطيتها لعملية للجيش الإسرائيلي في مدينة جنين الفلسطينية. وبعد إجراء تحقيقاتها الخاصة، خلصت قناة CNN الإخبارية الأمريكية إلى أن وفاتها كانت نتيجة عملية قتل إسرائيلية مستهدفة. وفي 5 سبتمبر/أيلول، اعترف الجيش الإسرائيلي بوجود "احتمال كبير" بأن تكون الصحفية "أصيبت بطريق الخطأ" بنيران الجيش، لكنه قال إنه على الرغم من مطالبة الولايات المتحدة بذلك، فإنه لن يجري تحقيقاً جنائياً في وفاتها.
في 30 يناير 2024، صرح رئيس لجنة حماية الصحفيين بأن "صراع إسرائيل في غزة يشكل تهديدًا أكبر للصحفيين من أي صراع سابق". وعلاوة على ذلك، أفادت التقارير أن الغارات الجوية الإسرائيلية تسببت في إلحاق الضرر أو تدمير ما يقرب من 48 منشأة إعلامية في غزة. وأشارت منظمة مراسلون بلا حدود إلى أن الجيش الإسرائيلي استهدف عمدًا الصحفيين من فلسطين ولبنان. في عام 2023، لوحظ أن ما يقرب من 75٪ من الصحفيين الذين قُتلوا على مستوى العالم كانوا فلسطينيين فقدوا أرواحهم خلال العمليات العسكرية الإسرائيلية في غزة.  أفاد إحصاء أجراه مكتب الإعلام الحكومي في غزة في يوليو 2024 أن العدد الإجمالي للصحفيين الفلسطينيين الذين فقدوا حياتهم بلغ 160 صحفيًا. 

## الرقابة العسكرية
تتمتع الرقابة العسكرية الإسرائيلية بسلطة منع نشر بعض الأخبار. تتعلق قواعد الرقابة إلى حد كبير بالقضايا العسكرية مثل عدم الإبلاغ عما إذا كان الصاروخ قد أصاب هدفه أو أخطأه، أو تحركات القوات، وما إلى ذلك، ولكنها مخولة أيضًا بالتحكم في المعلومات المتعلقة بصناعة النفط وإمدادات المياه. الصحفيون الذين يتجاوزون الرقابة العسكرية أو ينشرون مواد خاضعة للرقابة قد يتعرضون للملاحقة الجنائية والسجن؛ يتمتع الرقيب أيضًا بسلطة إغلاق الصحف. أحد الأمثلة البارزة التي تم فيها إغلاق إحدى الصحف مؤقتًا كان في مسألة كاف 300، حيث تم اكتشاف في النهاية أن الرقيب تم استخدامه من قبل الشاباك للتغطية على المخالفات الداخلية في الوكالة وأدى إلى واحدة من أكبر الفضائح العامة في إسرائيل في الثمانينات. وفي أعقاب الحادث، توقفت الصحيفتان الرئيسيتان، هآرتس ويديعوت أحرونوت، عن المشاركة في لجنة التحرير.

## أنظر أيضاً
- حقوق الإنسان في إسرائيل